# Mulino Bianco
Mulino Bianco (Molino blanco en italiano) es una marca de productos italiana de panadería y galletas de propiedad de Barilla. Fundada en 1974, la marca Mulino Bianco fue creada para distinguir la producción de Barilla, históricamente vinculada a la pasta. En 1986 la compañía intenta expandirse, primero en Francia con "Moulin Blanc", a continuación, en España.